# Torcy (Seine-et-Marne)
Torcy ist eine französische Gemeinde mit 22.939 Einwohnern (Stand 1. Januar 2022) im Département Seine-et-Marne der Region Île-de-France. Sie ist Verwaltungssitz des Arrondissements Torcy und Hauptort des Kantons Torcy. Torcy gehört zur Ville nouvelle Marne-la-Vallée.

## Nachbargemeinden
- Bussy-Saint-Martin
- Collégien
- Croissy-Beaubourg
- Lognes
- Noisiel
- Saint-Thibault-des-Vignes
- Vaires-sur-Marne

## Geschichte
Aus der erstmals 868 bezeugten Siedlung Torciacum wurde Torcy-le-Grand, dann Torcy-en-Brie, und heißt heute allgemein nur Torcy.

## Bevölkerungsentwicklung
| Jahr      | 1962  | 1968  | 1975  | 1982   | 1990   | 1999   | 2006   | 2017   | 2021   |
| Einwohner | 3.221 | 3.401 | 4.800 | 12.279 | 18.681 | 21.595 | 22.299 | 22.568 | 22.444 |

## Sehenswürdigkeiten

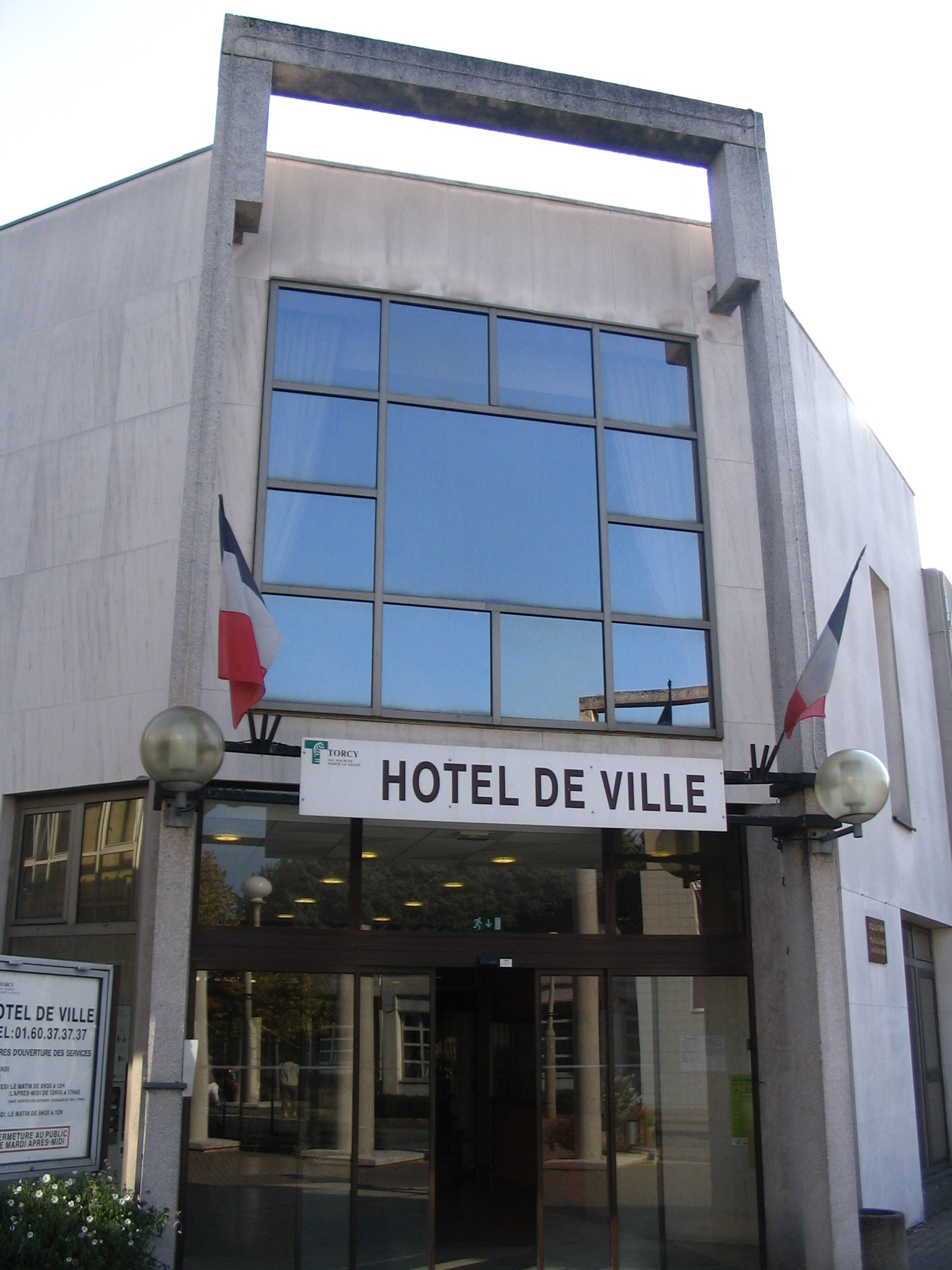
Rathaus von Torcy

- Kirche Saint Barthélémy (mit Werken von Jean Gaspard Etienne Mondineu), siehe auch: Liste der Monuments historiques in Torcy (Seine-et-Marne)
- Château des Charmettes (19. Jahrhundert)

## Städtepartnerschaften
- Lingenfeld, Deutschland, seit 1972
- Girvan, Schottland, seit 1988